# Ricky Morton
Richard Wendell Morton dit Ricky Morton (né le 21 septembre 1956 à Nashville, Tennessee) est un catcheur (lutteur professionnel) américain. Il est principalement connu pour être l'équipier de Robert Gibson avec qui il forme les Rock 'n' Roll Express (en).

## Carrière de catcheur (1979-...)

### Débuts à la Continental Wrestling Association et à la Mid South Wrestling (1979-1985)
Morton est le fils de Paul Morton, un arbitre de catch. Il commence sa carrière en 1979 et travaille principalement dans le Tennessee à la Continental Wrestling Association (CWA), la fédération de Jerry Jarrett (en) et Jerry Lawler, où il remporte le champion par équipe du Sud de l'American Wrestling Association (AWA) avec Sonny King, le 24 septembre 1979 ; leur règne prend fin le 1er octobre. Il fait ensuite équipe avec Ken Lucas avec qui il remporte à trois reprises ce championnat en 1980 : d'abord du 2 juin au 28 juillet où Morton a été remplacé par Paul Ellering, ensuite du 3 au 10 novembre où leur titre leur est retiré mais ils le récupèrent le 17 avant de le perdre le 24 novembre,,,,. Il s'associe ensuite avec Eddie Gilbert avec qui il remporte le titre de champion du Sud de l'AWA du 31 août au 7 septembre 1981,.
En 1983, Morton se retrouve associé avec Robert Gibson avec qui il forme les Rock 'n' Roll Express (en) avec qui il remporte le championnat du Sud de l'AWA une sixième fois le 7 novembre 1983 avant de perdre la semaine suivante,.
En 1984, les deux hommes sont envoyés à la Mid-South Wrestling, une fédération couvrant l'Arizona, la Louisiane et le Mississippi. Là bas, le promoteur Bill Watts créé les principaux éléments du gimmick de cette équipe ce qui les incite à y rester. Watts prévoit au départ de faire d'eux les nouveaux champions par équipe de la Mid South mais il change ses plans après l'arrivée des Midnight Expres (en) (Bobby Eaton et Dennis Condrey (en) managé par Jim Cornette) qui battent Mr. Wrestling II et Magnum T.A.. Une rivalité entre Rock'nRoll et Midnight Express se met en place où Condrey et Eaton incarnent les « méchants » et ils deviennent champion le 2 mai avant de le perdre face à ces derniers trois semaines plus tard,. Ils récupèrent ce titre le 1er octobre et le garde jusqu'au 3 décembre face à Hercules Hernandez et Ted DiBiase. Ils ont un troisième règne en mettant fin à celui d'Hernandez et DiBiase le 25 décembre et gardent cette ceinture jusqu'au 3 mai et leur défaite face à DiBiase et Steve Williams.

### Mid-Atlantic Championship Wrestling/World Championship Wrestling (1985-1992)
Il rejoint la Mid-Atlantic Championship Wrestling (en) en 1985 avec Robert Gibson et rapidement ils deviennent une des principales équipes en devenant le 9 juillet champion du monde par équipe de la National Wrestling Alliance (NWA) (version Mid-Atlantic) après leur victoire sur Ivan Koloff et Krusher Khrushchev,. Ils perdent ce titre le 13 octobre face à Ivan et Nikita Koloff. ILs récupèrent le titre le 28 novembre à Starrcade après leur victoire dans un match en cage.
Le 2 février 1986 au cours de l'enregistrement de Superstars on the Superstation (en), les Midnight Expres (en) (Bobby Eaton et Dennis Condrey (en) managé par Jim Cornette) mettent fin au second règne de Morton et Gibson. Le 19 avril, ils participent à la Jim Crockett Sr. Memorial Cup et entrent au second tour où ils se font éliminer au second tour par les Sheepherders (Sheepherder Butch et Sheepherder Luke) après le vol de la part de Morton du drapeau néozélandais de Jack Victory (en) (le manager de leur adversaires). Ils entrent ensuite en rivalité avec les Four Horsemen (Ric Flair, Arn Anderson, Ole Anderson et Tully Blanchard) qui cassent le nez de Morton au printemps, ils affrontent les Anderson le 4 juillet au cours du Great American Bash pour désigner les challengers pour le championnat du monde par équipe et les Rock'n roll Express qui se termine sans vainqueur après avoir atteint la limite de temps,. Le lendemain, il affronte Ric Flair dans un match en cage pour le championnat du monde poids-lourds de la NWA où Flair conserve son titre en effectuant le tombé en s'appuyant sur les cordes ce qui est interdit. Avec Gibson, ils récupèrent le titre de champion du monde par équipe le 16 août. Le 27 novembre à Starrcade, ils défendent avec succès leur titre face à Ole et Arn Anderson. Le 6 décembre, ils perdent le championnat du monde par équipe de la NWA face à Rick Rude et Manny Fernandez (en).
Le 26 mai 1987, les Rock'n roll express obtiennent un troisième titre de champion du monde par équipe de la NWA après leur victoire sur Rude et Fernandez. Ils sont champions alors que le titre n'est pas en jeu car Rude quitte la fédération pour s'engager avec la World Wrestling Federation. Ils défendent leur titre face aux Midnight Expres (en) (Bobby Eaton et Stan Lane) le 4 juillet, Eaton et Lane se font disqualifier après l'intervention de Big Bubba Rogers.

## Palmarès
- 304 Wrestling
  - 1 fois 304 Championship
- All Star Wrestling (Virginia)
  - 1 fois ASW Heavyweight Championship
  - 1 fois ASW Southern Heavyweight Championship
  - 1 fois ASW Tag Team Championship avec Robert Gibson
- National Wrestling Alliance
  - 1 fois NWA World Junior Heavyweight Championship
  - 3 fois NWA World Tag Team Championship avec Robert Gibson (actuel)
  - NWA World Tag Team Championship Tournament (1995)
  - NWA Hall of Fame (Classe de 2006)
- Peach State Wrestling
  - 1 fois PSW Cordele City Heavyweight Championship